# Thomas Sydenham
Thomas Sydenham (Wynford Eagle, 10 settembre 1624 – Londra, 24 settembre 1689) è stato un medico inglese.
È considerato uno dei padri della medicina inglese. Lo portarono alla notorietà le sue attività per il trattamento del vaiolo e per l'uso del laudano come strumento terapeutico.

## Biografia

### Famiglia e formazione
Thomas Sydenham nacque a Wynford Eagle, nel Dorset, il 10 settembre 1624, quinto di otto figli del Capitano William Sydenham e di Mary, figlia di Sir John Jeffery di Catherston. Visse la sua gioventù sotto l'influenza di un padre coscienzioso, una madre pia e valorosi fratelli maggiori che si distinsero in campo militare al fianco del Parlamento. In particolar modo il fratello maggiore, William Sydenham, fu colonnello, amico e consigliere di Oliver Cromwell. Dalla famiglia, fedele all'ideologia puritana, ricevette un'educazione classica che gli consentì di iscriversi all'età di diciotto anni all'università di Oxford dove si immatricolò come Fellow Commoner il 20 maggio 1642.

### Tra guerre e medicina

#### Prima guerra civile inglese
Sydenham interruppe i suoi studi per motivi politici
Il 22 agosto 1642, a causa delle ostilità tra il re e il parlamento, il paese entrò effettivamente in uno stato di guerra civile. Sydenham, per i suoi legami familiari e per il sentimento politico della sua contea natale, si schierò dalla parte del Parlamento e fu costretto a lasciare Oxford, essendo l'università e la città stessa fortemente a favore del re. Prese così parte alla guerra civile, affiancando il parlamento e, quando la guerra terminò, nel 1646, con la vittoria dei parlamentari, Sydenham ritornò ad Oxford per riprendere gli studi interrotti quattro anni prima.

#### Ritorno ad Oxford
Ad Oxford incontrò il dottor Thomas Goxe che esortò il giovane Sydenham ad intraprendere lo studio della medicina a cui egli non aveva mai pensato. In merito a questo incontro, Sydenham, nella lettera dedicata all'amico John Mapletoft e anteposta alla terza edizione dell'opera “Observations Medicas”, scriverà:
Il 16 aprile 1648 Sydenham ricevette il titolo di Bachelor of Medicine e lo stesso anno, probabilmente grazie all'influenza del fratello William, fu nominato membro del collegio costituente dell'università di Oxford, la “All Souls College”, come sostituto di un docente monarchico espulso.

#### Seconda guerra civile inglese
Nel giugno del 1650, con lo sbarco di Carlo II d'Inghilterra in Scozia, ebbe inizio la seconda guerra civile, durante la quale Sydenham, con il ruolo di capitano, guidò un reggimento di fanteria e affrontò combattimenti molto duri soprattutto sul ponte di Warrington. Il suo secondo servizio militare terminò dopo circa sei mesi, ma per almeno due anni Sydenham continuò ad esser designato con l'appellativo di Capitano. Il suo incessante senso del dovere lo portò a rinunciare ad una posizione di agio e benessere per un pericoloso servizio militare che compromise seriamente il suo stato di salute, già precario. Si impoverì molto e solo dopo vani tentativi riuscì ad ottenere un compenso ragionevole come dimostrato da un documento firmato da J. Sadler:

### Matrimonio, famiglia e professione medica

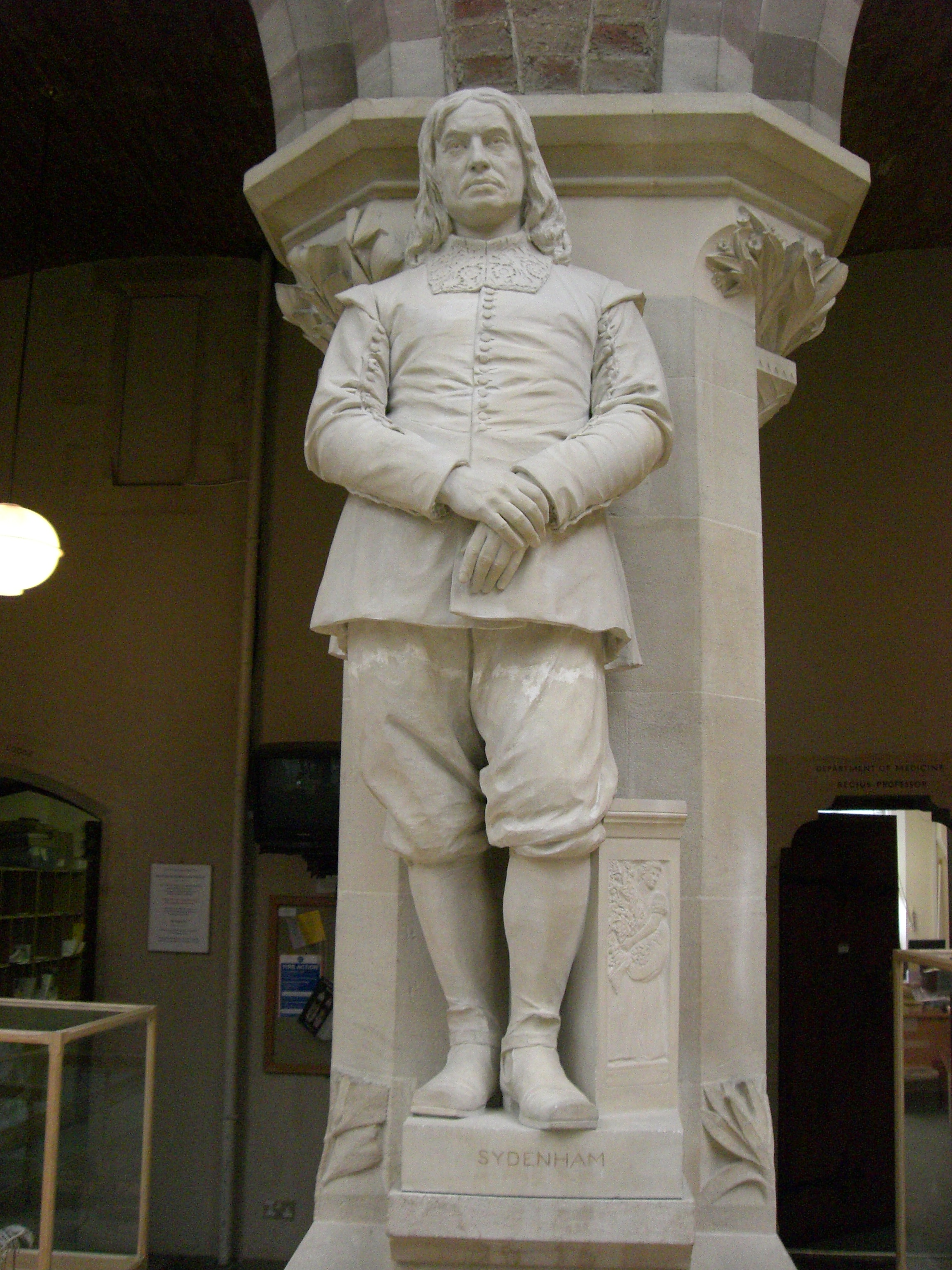
Statua di Thomas Sydenham nel museo di storia naturale dell'università di Oxford, Oxford

Dopo la guerra ritornò ad Oxford e, come evidenziato dagli archivi del “All Souls College”, insegnò nell'università fino al 1655, anno in cui sposò Mary Gee, dalla quale ebbe tre figli: William, Henry e James. Il primo figlio, William, nacque prima del 1666, come si può dedurre da un'allusione presente nel “Methodus Curandi Febres”, pubblicato in quell'anno. Nella sua celebre opera, Sydenham, descrivendo il suo metodo di trattamento del vaiolo, affermò che avrebbe utilizzato lo stesso protocollo anche per suo figlio la cui vita e sicurezza considerava più importanti di tutta la ricchezza delle Indie.
Si conoscono pochi dettagli della vita familiare di Sydenham; il linguaggio affettuoso con cui parla dei suoi figli e la premurosa cura per gli interessi altrui dimostrano che egli fu un uomo amorevole e generoso nella vita domestica e nelle relazioni pubbliche e private.
Per alcuni anni visse a Londra con la sua famiglia e praticò la professione medica nel quartiere di Westminster prima di trasferirsi a Montpellier, in Francia. Qui, per la sua ideologia puritana e per la sua attitudine iconoclasta, conobbe e rimase particolarmente colpito da un noto medico Barbeyrac. Lo stesso John Locke, amico di Sydenham, affermò di non aver mai visto prima due uomini così affini per opinioni e caratteri. Nel 1661, dopo aver vissuto a Montpellier per tre anni, Sydenham decise di ritornare a Londra, dove l'anno prima era stato restaurato il regno di Carlo II. Grazie alla legge di remissione Sydenham non ebbe gravi conseguenze e poté condurre indisturbato la pratica medica pur non avendo ancora la licenza per farlo. Dopo aver superato tre esami obbligatori, il 25 giugno 1663, all'età di 39 anni, ottenne l'abilitazione dal Royal College of Physicians, ma non raggiunse mai i gradi più elevati della carriera universitaria, forse a causa dei suoi precedenti coinvolgimenti politici o forse perché conseguì il dottorato solo nel 1676 a Cambridge. Circa 10 anni prima, nel 1664, per lo scoppio dell'epidemia di peste nella capitale inglese, Sydenham abbandonò Londra. Fu durante questo periodo di ritiro che Sydenham scrisse la prima delle sue opere, una delle più apprezzate e note, il “Methodus curandi febres” dedicato a uno dei grandi studiosi inglesi, Robert Boyle. L'opera riscosse grande successo e fu ristampata in vari paesi. Circa dieci anni più tardi, nel 1676, Sydenham pubblicò le “Osservazioni mediche” in cui analizzò così ampiamente le epidemie da esser considerato l'iniziatore della scienza epidemiologica.

### Problemi di salute
A minare la sua salute e rendergli difficile la vita fu la gotta, di cui lui era affetto. A questa, si aggiunse un'altra malattia ancor più dolorosa, il calcolo renale. Gli attacchi furono frequenti e nell'estate del 1660, all'età di trentasette anni, fu ricoverato per alcuni mesi.
In merito al comportamento assunto nei confronti delle sue patologie, Sydenham, scrisse:
Con il trascorrere degli anni la sua salute peggiorò notevolmente.
In uno dei suoi ultimi lavori da lui pubblicato, “Schedula motoria”, inizia con queste parole:
Dopo questa data Sydenham non scrisse più nulla.

### Morte
Morì tre anni dopo, il 29 dicembre 1689, nella sua casa di Pall Mall e fu sepolto, il 31 dicembre, nella chiesa di St. James, Piccadilly. Il suo epitaffio fu stampato a spese del Collegio dei medici e fu realizzato, probabilmente, da Sir Henry Halford, che inserì una frase adattata da un verso di Orazio:

## Opere
- Methodus curandi febres, 1666
- Observationes mediciae, 1676
- Epistolae responsoriae, 1680
- Dissertatio epistolaris, 1682

Opera medica, 1762

- Tractatus de podagra et hydrope, 1683
- Schedula monitoria de novae febris ingressu, 1686

- (LA) Praxis medica experimentalis, Leipzig, Johann Thomas Fritsch, 1695.
- (LA) Processus integri in morbis fere omnibus curandis, Genève, Jean Antoine Cramer & Philibert Perachon, 1696.
- (LA) Opera medica, Venezia, Remondini, 1762.

## Methodus curandi febres

### Caratteristiche generali
Durante il periodo del suo esilio da Londra a causa alla peste, Thomas Sydenham compose la sua prima opera, dal titolo: “Methodus Curandi Febres, propriis Observationibus superstructa” ("Metodo di Thomas Sydenham per il trattamento della febbre, basato sulle sue osservazioni ").
Si tratta di un volume di 156 pagine, interamente scritto in latino, come del resto tutte le opere pubblicate successivamente dall'Autore: ciò conferiva l'indubbio vantaggio di essere comprensibile ai medici di tutta l'Europa.
L'opera consiste in un trattato sulle febbri, basato sulle osservazioni personali che Sydenham aveva raccolto sin dal 1661 a Londra, nell'esercizio della sua professione medica.

### Origine e struttura dell'opera
L'Autore era molto sensibilizzato e interessato al problema, in quanto le febbri erano particolarmente frequenti tra gli abitanti del suo quartiere. A quell'epoca si riteneva che rappresentassero i due terzi delle malattie, sebbene tale stima veniva fatta probabilmente per eccesso, con inclusione di malattie non necessariamente febbrili, come l'erisipela e i reumatismi.
La prefazione dell'opera illustra l'alta considerazione che Sydenham aveva per il proprio lavoro e ne attesta la profonda religiosità:
- un giorno dovrà rendere conto al Giudice Supremo delle vite dei malati affidati alle sue cure. Qualunque abilità o conoscenza egli possieda, è frutto del favore divino, e la gloria di Dio e il benessere della specie umana devono avere priorità assoluta.
- Inoltre, colui che necessita di cure non deve mai essere considerato vile o spregevole, poiché l'unigenito Figlio di Dio, diventando uomo, ha riconosciuto il valore della specie umana e ha nobilitato, con la propria dignità, la natura e l’uomo.
- Infine, il medico dovrebbe ricordare che lui stesso non è esente dal giudizio di Dio, ma è soggetto alle stesse leggi della mortalità e alle stesse malattie che colpiscono gli altri; in ragione di ciò, si prenderà cura dei malati con la massima diligenza e gentilezza, ricordando che lui stesso è il loro compagno di sofferenza.[15]»

Sydenham precisa inoltre che ogni medico onesto dovrebbe fare del suo meglio nel prendersi cura della salute degli ammalati, ma anche nel nobilitare la sua stessa professione, lasciando in eredità ai posteri il proprio contributo scientifico.
Il testo consiste di quattro sezioni: le febbri continue; i sintomi che accompagnano le febbri continue; le febbri intermittenti; il vaiolo ed il morbillo.
L'approccio è strettamente pratico, con rari accenni teorici essendo la trattazione il frutto esclusivo della sua personale esperienza medica; nessun altro autore viene menzionato.
Nella prima sezione l'Autore sottolinea come il decorso delle febbri sia variabile non solo in relazione al periodo stagionale, ma anche di anno in anno. Egli illustra, ad esempio, in che tipo di pazienti e in quale momento effettuare il salasso o provocare il vomito, e quando ciò risulta invece controindicato, in quale lasso di tempo eseguire la depurazione, quando somministrare i purganti, ecc.
Osserva inoltre che la causa principale dell'insuccesso nella cura delle febbri, è il mancato adeguamento del tipo di trattamento alla stagione e all'anno in cui la febbre si presenta: basti pensare a quanto sia vigoroso il sangue in primavera e quanto debole in autunno, con inevitabili conseguenze sulla circolazione del sangue, ecc.
Nella seconda sezione vengono illustrati i sintomi che accompagnano le febbri continue, come pleuriti, tosse, eccessi di singhiozzo ecc., individuandone la causa e la cura.
Particolare attenzione viene dedicata alle occlusioni intestinali, che l'autore riteneva essere il sintomo di febbri; vengono suggeriti metodi di trattamento assai semplici, come l'assunzione di bevande a base di acqua di menta o l'applicazione di un cucciolo di animale sullo stomaco del paziente al fine di rafforzarlo e tenerlo al caldo.
Nella terza sezione vengono prese in esame le febbri intermittenti.
Si sottolinea che le febbri continue siano assai rare: in primavera si manifestano febbri della durata di uno o due giorni mentre le febbri autunnali si protraggono da un minimo di due giorni ad un massimo di quattro.
Sydenham aggiunge una considerazione importante sul periodo di “fermentazione” delle febbri, pari a circa 336 ore, a prescindere che la febbre sia continuativa o intermittente. L'idea che ci fosse un periodo naturale di quattordici giorni per la fermentazione, sembra basarsi sull'osservazione che una delle febbri più frequentemente incontrate dall'Autore, il Tifo, di solito si esauriva in tale intervallo di tempo.
Nella quarta sezione, l'autore passa in rassegna una delle malattie più diffuse dell'epoca: il vaiolo.
Nel descriverne i sintomi, afferma che l'unica cura possibile ed efficace sia permettere che la natura faccia il suo corso. L'unico intervento tollerato da parte del medico consiste nell'abbassare la temperatura se troppo elevata o addirittura innalzarla se troppo debole. Sydenham assicura che è tutto ciò che avrebbe fatto, se disgraziatamente il suo unico figlio avesse contratto il vaiolo.
L'opinione peculiare di Sydenham che il vaiolo fosse una condizione pressoché inevitabile e quasi “naturale” nella vita di ciascuno, testimonia la massiva diffusione della malattia in quel periodo storico ma al contempo appare così teorica da risultare in disaccordo con la linea di pensiero abituale di Sydenham, non verrà riproposta nell'ultima edizione dell'opera.
Nel continente il "Metodo di trattamento delle febbri" venne accolto con grande favore. In quello stesso anno venne ristampato dapprima ad Amsterdam e successivamente in tutta Europa. Nel corso degli anni a seguire vennero diffuse almeno altre due edizioni continentali, stampate rispettivamente a Strasburgo e Ginevra. Il consenso risultò decisamente più ampio all'estero che in patria, come spesso succede per le grandi innovazioni scientifiche.
La seconda edizione dell'opera, con alcune importanti aggiunte, si pensi al capitolo sulla peste, apparve nel 1668, preceduta un poema latino di John Locke, intimo amico di Sydenham.

### Observationes Medicae
Successivamente il lavoro di Sydenham fu interamente rivoluzionato ed ampliato, fino a triplicarne o quadruplicarne il volume: nel 1676 venne pubblicato con un nuovo titolo: "Observationes Medicae circa morborum Acutorum Historiam et Curationem", attualmente considerato la terza edizione dell'opera.
La quarta edizione (come recita il frontespizio) apparve nel 1685, con qualche revisione di secondaria importanza.
La trattazione rappresenta senz’altro il più grande lavoro di Sydenham.
Vengono passate in rassegna le epidemie verificatesi a Londra dal 1661 al 1675. In questo intervallo temporale vengono individuati cinque periodi: 1661-1664; 1665-1666; 1667-1669; 1669-1672; 1673-1675, durante i quali si ebbero diverse manifestazioni di malattia:
Il primo periodo era caratterizzato da febbri intermittenti, accompagnate da una specie peculiare di febbre continua.
Nel secondo si verificò la peste.
Nel terzo predominava il vaiolo.
Nel quarto periodo, oltre alla dissenteria e al colera, o diarrea estiva, si manifestavano una febbre peculiare simile alla dissenteria e un tipo anomalo di vaiolo.
Il quinto periodo era caratterizzata da una peculiare febbre comatosa, nonché da una tosse epidemica, nella quale possiamo probabilmente riconoscere l'influenza.
L'idea generale era che le febbri avessero connotazioni particolari in relazione al periodo dell'anno in modo tale che si potesse prevedere quale tipo di febbre sarebbe stata presente in un determinato momento. La caratteristica più deludente nella descrizione delle febbri da parte di Sydenham è che, a dispetto della minuziosità, è estremamente difficile il tipo di febbre descritta per un determinato anno. Ciò deriva in parte dalla sua convinzione che la tipologia delle febbri cambiasse continuamente in relazione periodo dell'epidemia, e in parte dal fatto che si astenne volutamente dal fornire dettagli sui singoli casi, diversamente ad quanto fatto a suo tempo da Ippocrate, che aveva lasciato dettagliate storie cliniche dei malati, fornendo le date precise del loro ammalarsi e della comparsa di sintomi importanti.
Sydenham ha in qualche modo anticipato visioni molto moderne riguardo ad alcune malattie quali la pleurite, la polmonite, con l'intuizione che queste malattie fossero dovute ad una generica infiammazione del sangue, causa del successivo ammalarsi degli organi.
La descrizione della Scarlattina è la più dettagliata nella storia della medicina. Non si parla dell'infiammazione della gola, né della contagiosità della malattia stessa. Si ritiene che il disturbo sia semplicemente a da riferirsi una moderata effervescenza del sangue, derivante dal caldo dell'estate precedente, o qualche altra causa eccitante. Viene descritta come una condizione non pericolosa per la vita, a meno che non venga sottoposta ad un trattamento sconsiderato, nel qual caso il paziente potrebbe morire a causa del suo medico. Probabilmente Sydenham nella sua lunga pratica non vide mai un caso grave di scarlattina oppure, quando se ne incontrò qualcuno, non lo riconobbe come tale. Sfortunatamente, questo errore di valutazione sulla pericolosità della scarlattina portò al cattivo inquadramento clinico di quest’ultima e del mal di gola nel secolo successivo.

## Nosologia
La concezione di medicina di Sydenham si basò sull'analisi oggettiva delle patologie, per come si presentarono in natura, tracciandone un quadro generale. La maggior parte delle malattie avevano dei decorsi tipici, comparabili alle malattie delle altre specie di viventi, come le piante. Per quanto riguarda le cause, evitò di guardare troppo a ritroso, ritenendo che le cause remote fossero futili e vane, piuttosto si soffermò sulle cause evidenti, i fenomeni morbosi.
Sydenham individuò nelle febbri e nelle infiammazioni una risposta dell'organismo nell'affrontare l'intrusione di sostanze nocive, seguendo così la teoria Ippocratica. Le malattie croniche, invece, derivavano da un'alterazione dell'umore, causato da cattiva alimentazione e stile di vita errato. Da qui il suo famoso detto:
Il metodo nosologico di Sydenham è essenzialmente quello moderno, nonostante la mancanza di nozioni sull'anatomia patologica, introdotta per la prima volta nella storia naturale della malattia da Giovanni Battista Morgagni quasi un secolo dopo. Sydenham contribuì all'avanzamento della nosologia anche grazie al suo approccio filosofico con il quale nelle malattie ricercava un riscontro
caso per caso. Per questo motivo, paragona le malattie e le vari febbri, raccolte nelle sue "Observationes medicae" e "Epistola responsoria", che anno per anno si sono succedute a Londra. Le loro differenze e le loro similitudini gli diedero modi di illustrare la sua dottrina sulle epidemie, che spesso dipendeva da cause naturali inevitabili. Non si vedeva un lavoro del genere in letteratura dai tempi di Ippocrate.
A Sydenham è attribuita la prima diagnosi di scarlattina e la moderna definizione di Corea di Sydenham, malattie che trattò in misura ristretta rispetto all'isteria, al vaiolo e alla gotta. Il metodo “storico naturale” di Sydenham, tuttavia, è stato il motivo principale della sua grande fama postuma.

## Sydenham e Ippocrate
Thomas Sydenham prese spunto per i suoi studi dalle opere e dal pensiero di Ippocrate, in particolar modo concordava con i suoi sistemi medici. Il “Padre della medicina occidentale” è considerato il fondatore della scuola medica dogmatica; ha insegnato un sistema elaborato di teoria medica che non veniva solo dall'esperienza ma anche dalle speculazioni. Questo sistema spiegava le malattie come disturbi dei 4 umori presenti all'interno del corpo umano, una teoria che sarà accetta da Sydenham per descrivere qualsiasi tipo malattia. Lo stesso Sydenham prenderà spunto dalla descrizione di casi storici riportati nelle opere di Ippocrate che nel mondo moderno non sono altro che le osservazioni cliniche, oggetto alla base degli studi di medicina e delle malattie. Infatti, è proprio con l'esperienza che il medico arricchisce le sue conoscenze e può così riuscire nell'intento di trovare nuove cure. Secondo Ippocrate la natura aiuta nel processo di guarigione da una malattia che, dopo aver raggiunto il picco, verrà eliminata mediante evacuazioni critiche e sudore. Da qui ricaviamo la nozione di “guarigione” di Sydenham: “uno sforzo della natura che si impegna con tutta se stessa per risanare il paziente tramite l’eliminazione della materia morbosa” (la malattia viene intesa come “materia morbosa”). Lo scopo del medico divenne così quello di riconoscere nella natura delle cure per le malattie e se erano troppo deboli doveva rafforzarle. A questo punto il medico, con l'esperienza e con la conoscenza di rimedi naturali, doveva essere in grado di curare le persone da più malattie. Sydenham stesso dirà di riprendere molte cose da Ippocrate ma con l'introduzione anche del concetto di malattia che veniva curata mediante il metodo della storia naturale, come gli oggetti naturali, senza cercare di spiegarli. Infatti, le facoltà umane venivano considerate capaci di spiegare solamente le cause secondarie dei fenomeni, ovvero quelle prossime, e non quelle primarie. Dunque per Sydenham il metodo ippocratico era ancora vivo e fresco, capace di portare nuovi sviluppi a livello medico.